# Салонікський музей дизайну
Салонікський музей дизайну — музей в Салоніках, Греція, заснований 1993 року з приватної ініціативи, став першим музеєм дизайну в Греції.
Представляє приватні роботи грецького промислового дизайнера Стергіоса Деліаліса і має своєю метою систематичне вивчення нових підходів до промислового дизайну. За історію свого існування музей підготував понад 80 виставок.
Постійна колекція містить об'єкти класичного промислового дизайну XX століття (близько 1200 експонатів), що охоплюють такі підрозділи, як меблі, світильники, оргтехніка, побутова техніка, графіка, іграшки та упаковки. Експозиція ілюструє розвиток дизайну у зв'язку із появою нових матеріалів, прогресом в технологіях, соціальними рухами, зростанням і змінами в структурі потреб та естетичних вимог.